# Edith Stork
Edith Stork (* 3. Juni 1945 in Groningen; † 29. Juni 2023) war eine Unternehmensberaterin für Büro-Organisation, Unternehmerin, Buchautorin und Rednerin zu Themen  um Büromanagement. Sie war bekannt durch häufige Fernsehauftritte (bis 2014) und ihr eigens entwickeltes Ordnungssystem A-P-DOK, welches sie in ihrem Hauptwerk, dem Fachbuch Logistik im Büro, beschrieben hat.

## Leben
Stork war gelernte Buchhändlerin und ausgebildete Opernsängerin. Sie arbeitete bei der Deutschen Gesellschaft für Technische Zusammenarbeit (GTZ) als Einkäuferin und als Referentin sowie im Schulungszentrum der Deutschen Stiftung für Entwicklungshilfe in Bad Honnef im Rahmen innerbetrieblicher Mitarbeiter- und Auslandsmitarbeiterschulungen.
Der anschließenden einjährigen Tätigkeit als Geschäftsführerin des Triops-Verlags in Langen folgten drei Jahre Teilzeitbeschäftigungen in unterschiedlichen deutschen Büros. Bei dieser Tätigkeit entwickelte sie die Idee, Büro-Organisation „vor Ort“ einschließlich individueller Beratung und Nachkontrolle anzubieten.
Edith Stork war seit 1993 als selbständige Unternehmensberaterin für Büro-Organisation tätig, hatte Events, individuelle Einrichtungs- und Veränderungs-Beratung, Seminare und Workshops sowie ein von ihr entwickeltes und lizenziertes Organisationssystem angeboten. In den letzten Jahren war sie durch ihre Krankheit nicht mehr aktiv.

## Auszeichnungen
- Strategiepreis 2010 des Strategieforums e. V.

## Werke
- Logistik im Büro – Unordnung kostet Geld. Erstauflage 1997, 8. Auflage 2014. Beltz, Weinheim und Basel, ISBN 3-407-36417-2.
- Tatort Büro. Beltz, Weinheim und Basel 2004, ISBN 3-407-36399-0.
- Eine Frau räumt auf – Ordnung ist mein Weg. Eichbornverlag, Frankfurt 2003, ISBN 3-8218-3971-6.